# 隋唐十八好漢
隋唐十八好漢，是《說唐》、《興唐傳》諸多小說、评书中的人物，在《說唐》中提到十四個，後來在评书中變成四猛十三傑，《兴唐传》又加上了程咬金。十八人以武功的強弱來排名，等級差異極大，如宇文成都雖排行第二，在面對第一好漢李元霸時，卻如蚍蜉撼樹。
“隋朝十八条好汉”的说法，在《说唐》以前的《大唐秦王词话》、《隋唐演义》等小说里从未提过。《说唐》书中没把十八条好汉说全，只说了十三条：第一李元霸，第二宇文成都，第三裴元庆，第四雄阔海，第五伍云召，第六伍天锡，第七羅成，第八杨林，第九魏文通，第十尚师徒，第十一新文礼，第十六秦叔宝，第十八单雄信，而第十二、十三、十四、十五、十七都缺名。此书的粗疏可见一斑。
隋唐十八好漢的版本眾多，人物不一，與史書中的人物更未必吻合，例如李元霸只是唐高祖李淵早逝的兒子，正史中並沒有太多記載。

## 隋唐十八好漢
1. 第一條：西府趙王，李元霸。一對擂鼓瓮金錘是當年漢朝時馬超的先祖，漢伏波將軍馬援使的。共重320斤。歷史上就只有這兩個人使得動。
2. 第二條：天寶大將宇文成都，掌中一桿鳳翅鎦金钂，為雷聲普化天尊降世，紫金山之戰死於宿敵李元霸[1]。
3. 第三條：三公子裴元慶，八十斤一隻的八棱梅花亮銀錘，最後被炸死在慶墜山。
4. 第四條：紫面天王雄闊海。一條熟銅棍，最后被壓死在揚州千斤閘下。
5. 第五條：南陽侯伍雲召，是春秋五霸時名將伍子胥的後人，使得是一條亮銀槍和一把青釭剑。
6. 第六條：伍天錫，伍雲召的族弟。使一對短棒混金钂。死於李元霸手下。
7. 第七條：燕山公少保羅成，家傳五鈎神飛槍。絕命槍：回馬槍。
8. 第八條：老將靠山王楊林，水火囚龍棍。死在羅成槍下。
9. 第九條：花刀大帥魏文通，以刀聞名。
10. 第十條：四寶上將尚師徒，拔剑自刎而死，金纂提爐槍後被秦瓊得去。
11. 第十一條：八馬將新文禮，弘霓關總兵。因设计害死了裴元庆，被瓦冈众将剁为肉酱。
12. 第十二條：雙槍老將，羅成乾爹，定彥平（六十八回本《说唐》原著为曹延平，登州总兵，因杨林嫉贤妒能被解职，后帮助瓦岗军被杨林杀害）。又一說為韩擒虎。
13. 第十三條：金刀殿帥左天成，在程咬金搬請裴元慶二次學藝下山時，被裴元慶錘打護城河。又一說為谢映登。
14. 第十四條：鐵槍大將來護兒，又一說為王伯當。
15. 第十五條：挂錘莊莊主，梁師泰。是隋唐八大錘之一。又說為史大奈。
16. 第十六條：兵馬大元帥秦瓊，鑲金鐧，絕招：撒手鐧。就是今天人們常說的殺手鐧。
17. 第十七條：尉遲恭，皂袍大將尉遲恭，曾經日搶三關，夜奪八寨。飛馬躍城樓。爲救義子薛仁貴撞死皇宮外。雌雄雙鞭，龜背鼉龍槍。
18. 第十八條：二贤莊二莊主，赤髮靈官單雄信，兵器金頂棗陽槊。

## 相关人物
开隋九老
1. 仆射伍建章
2. 大元帅高熲
3. 靠山王杨林
4. 上柱国贺若弼
5. 大都督鱼俱罗
6. 昌平王邱瑞
7. 上柱国韩擒虎
8. 双枪将定彦平
9. 越王杨素

瓦崗五虎
1. 單雄信
2. 尤俊達
3. 王君可
4. 王伯當
5. 謝映登

四猛
1. 今世孟贲 羅士信
2. 陌刀 闞棱
3. 人面銅錘 秦用
4. 小霸王 翟讓

四绝
1. 姜松（罗松）
2. 程咬金
3. 秦琼
4. 杨广

十绝
1. 秦琼交友
2. 程咬金三斧头
3. 徐茂公足智多谋
4. 罗成花枪和狠毒
5. 姜松神枪
6. 王伯当忠于李密
7. 单雄信忠君不变节
8. 谢映登挥车巧射
9. 尚师徒四宝
10. 侯君集轻身功夫

八大锤
1. 李元霸（擂鼓瓮金锤）
2. 裴元庆（八棱梅花亮银锤）
3. 秦用（人面铜锤）
4. 梁师泰（镔铁轧油锤）

十三杰
1. 李元霸
2. 宇文成都
3. 裴元庆
4. 雄阔海
5. 伍天锡
6. 伍云召
7. 罗成
8. 杨林
9. 魏文通
10. 尚师徒
11. 新文礼
12. 韩擒虎
13. 秦琼/尉迟恭

十六杰
1. 李元霸
2. 裴元庆
3. 宇文成都
4. 雄阔海
5. 伍天锡
6. 程咬金
7. 翟让
8. 罗成
9. 秦琼
10. 单雄信
11. 王君可
12. 魏文通
13. 伍云召
14. 王伯当
15. 尚师徒
16. 左天成

野辈十三条好汉
1. 银地国太子朗司马
2. 琉球国太子鳌鱼
3. 北汉王铁木耳
4. 铁木金
5. 红袍大力士蓝天毕
6. 孽世雄
7. 王九龙
8. 盖世雄
9. 洪天英
10. 华公义
11. 知世王王薄
12. 定阳王刘武周
13. 大梁王萧铣